# Anachis obesa
Anachis obesa är en snäckart som beskrevs av C. B. Adams 1845. Anachis obesa ingår i släktet Anachis och familjen Columbellidae.

## Underarter
Arten delas in i följande underarter:
- A. o. ostreicola
- A. o. obesa